# Detector de moviment

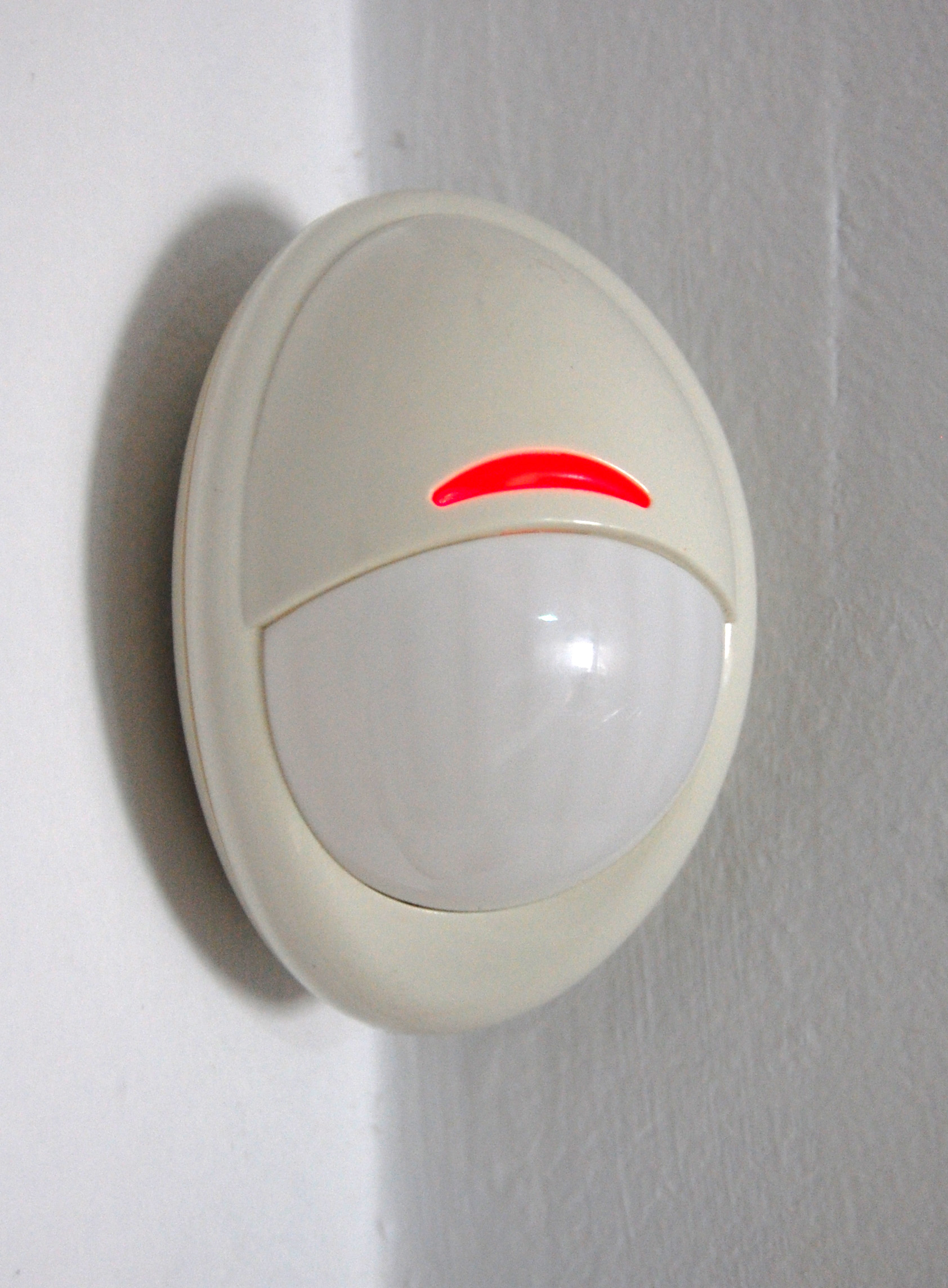
Sensor infraroig passiu o PIR

La funció d'un detector de moviment, tal com diu el seu propi nom, és la de detectar qualsevol cosa o persona en moviment. Es troben, generalment, en sistemes de seguretat i/o en circuits tancats de televisió.
El sistema pot estar compost, simplement, per una càmera de vigilància connectada a un ordinador, que s'encarrega de generar un senyal d'alarma o posar el sistema en estat d'alerta quan alguna cosa es mou enfront de la càmera. Encara que, per millorar el sistema, se sol utilitzar més d'una càmera, multiplexors i gravadors digitals.
A part d'aixó, es maximitza l'espai d'enregistrament, només gravant quan es detecta moviment.

## Detecció de moviment
Un algorisme que compara la imatge actual amb una de referència i, posteriorment, conta els píxels en què difereixen les dues imatges, és una forma senzilla i eficient de detectar moviment. Encara que, els algorismes que s'empren són més complexos, perquè lo explicat anteriorment porta problemes quan la càmera que enregistra no es troba fixa o quan hi ha canvis, com per exemple, d'il·luminació.